# Pisonia wagneriana
Pāpala kēpau hoặc Kauaʻi catchbirdtree (Pisonia wagneriana) là một loài thực vật có hoa thuộc họ Bougainvillea, Nyctaginaceae, là loài đặc hữu của Kauaʻi ở quần đảo Hawaii. Chúng hiện đang bị đe dọa vì mất môi trường sống.

## Hình ảnh

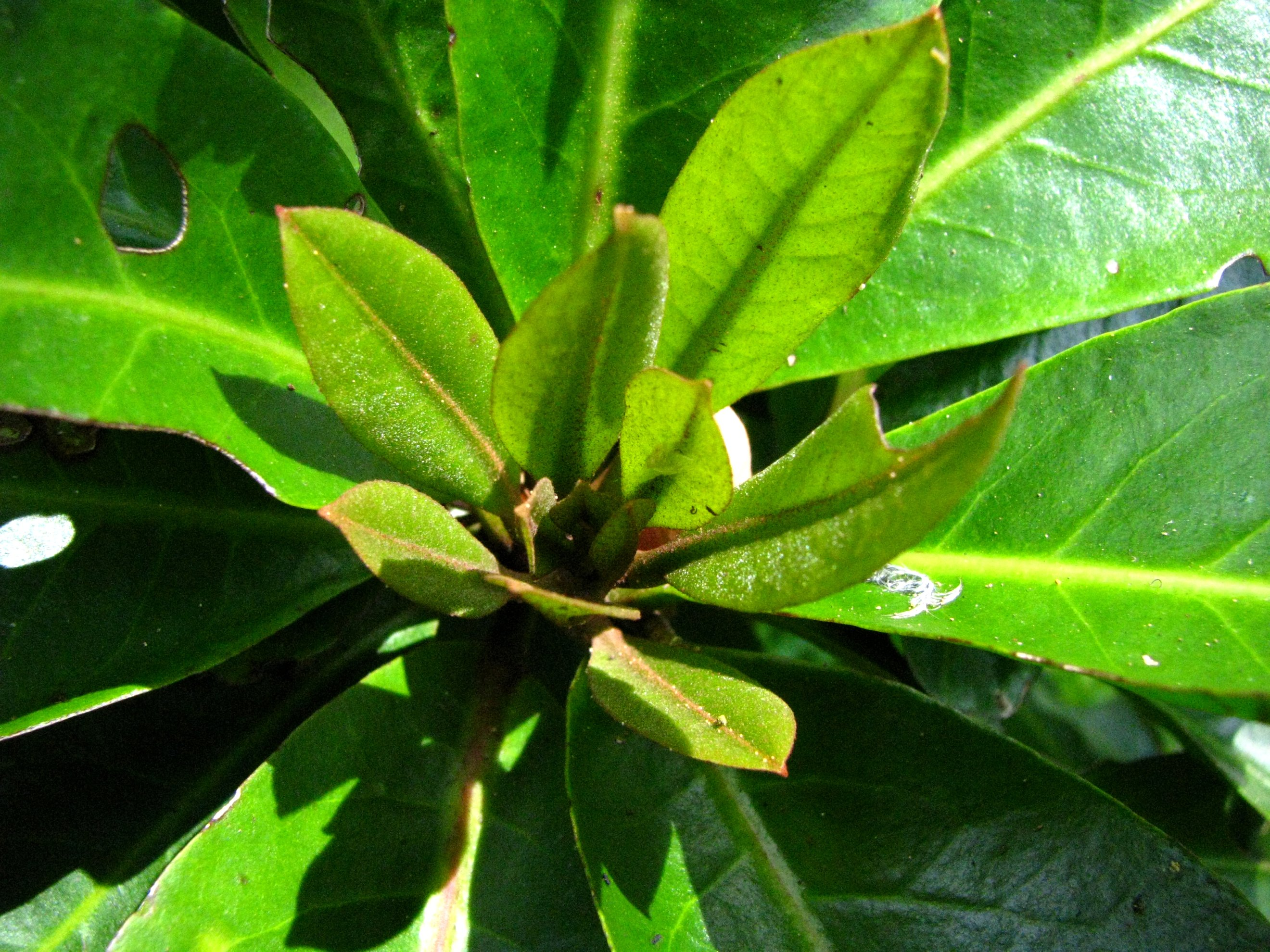
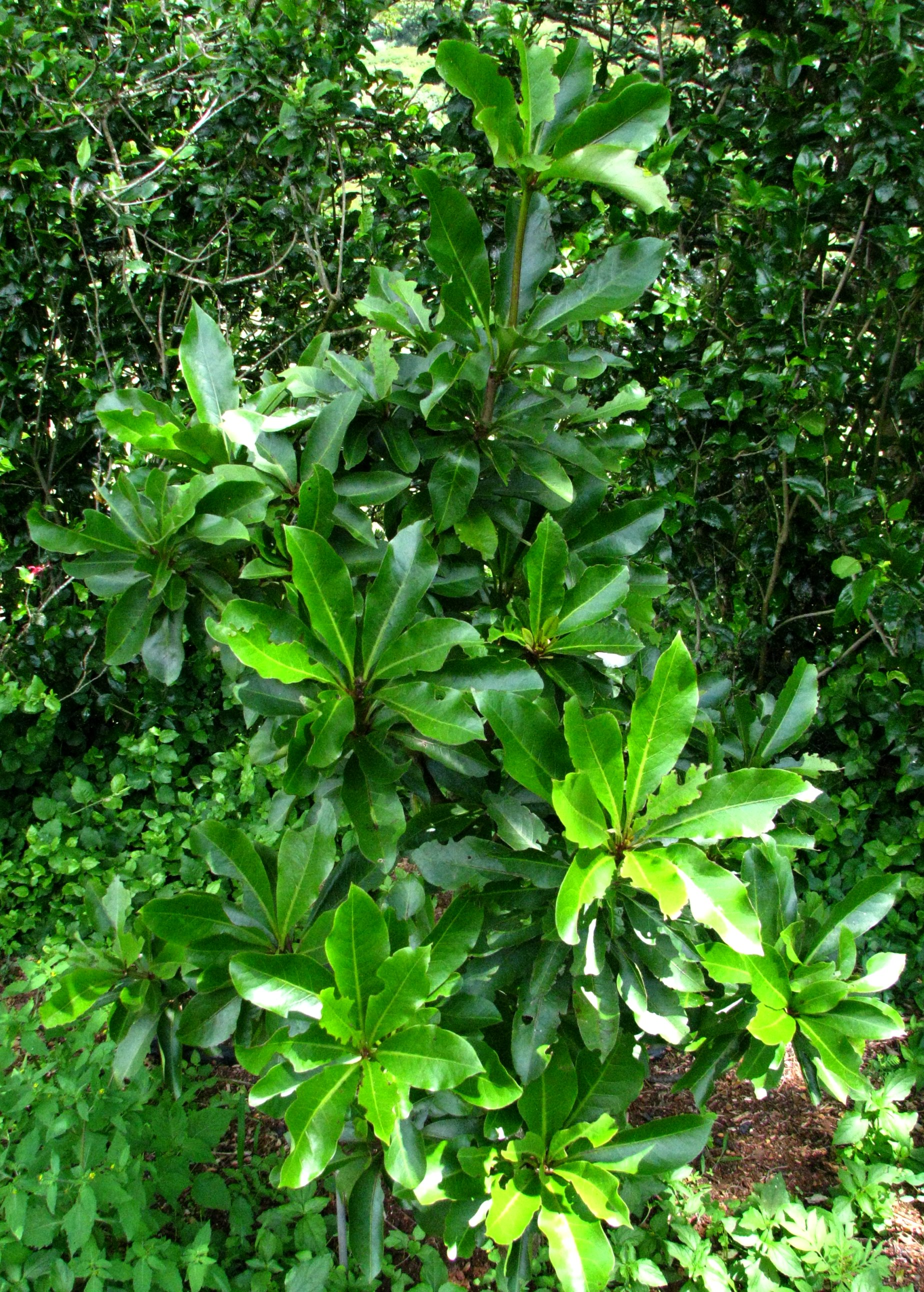